# Quintus Petillius Cerialis
Kvint Petilije Cerijalis Cezije Ruf (Quintus Petilius Cerialis Caesius Rufus, 30 - ?) bio je rimski vojskovođa, poznat po tome što je ugušio Batavsku pobunu.
Prvi put se istakao kao legat IX hispanske legije u Britaniji, kada je 60/61. pod komandom Gaja Svetonija Paulina sudjelovao u gušenju Budikinog ustanka. Pri tome je doživio neuspjeh prilikom pokušaja spašavanja Kamolodunuma (Colchester) od ustaničke opsade.
U Godini četiri cara 68/69. je, kao Vespazijanov rođak, zarobljen i odveden kao talac od Vitelijevih pristaša. Iz zarobljeništva je uspio pobjeći, te organizirati konjičku jedinicu koja je Vespazijanu pomogla zauzeti Rim.
Godine 70. je kao zapovjednik XIV legije Gemina poslan na sjever gdje je porazio pobunjene Batavce pod Gajem Julijem Civilisom. Godine 71. je imenovan za guvernera Britanije. Tamo je vodio pohod protiv Briganata, na sjeveru današnje Engleske. U Rim se vratio 74. kao suffect consul.
Tacit ga opisuje kao hrabrog, ali nepromišljenog vojskovođu, koji je često bio sklon ishod pohoda riskirati na jednu jedinu bitku; istovremeno je bio omiljen među vojnicima i potpuno odan svojim pretpostavljenima.

## Vanjske poveznice
- Livius.org: Quintus Petillius Cerialis